# Пральбоїно
Пральбоїно (італ. Pralboino) — муніципалітет в Італії, у регіоні Ломбардія, провінція Брешія.
Пральбоїно розташоване на відстані близько 420 км на північний захід від Рима, 85 км на схід від Мілана, 28 км на південь від Брешії.
Населення — 2992 особи (2014).
Щорічний фестиваль відбувається другої неділі жовтня. Покровитель — San Flaviano Martire.

## Демографія
Населення за роками:

Станом на 1 січня 2023 року в муніципалітеті офіційно проживав 431 іноземець з 22 країн, серед них 26 громадян країн Євросоюзу та 8 громадян України.

## Сусідні муніципалітети
- Гамбара
- Готтоленго
- Мільцано
- Остіано
- Павоне-дель-Мелла
- Сеніга